# Pico de Masanella
Pico de Masanella (kat. Puig de Massanella) – szczyt w pasmie górskim Serra de Tramuntana na wyspie Majorka (Hiszpania). Ma wysokość 1364,91 m n.p.m., co czyni go drugim co do wysokości szczytem zarówno tych gór jak i całych Balearów. Znajduje się w gminie Escorca, a jego nazwa oznacza w języku arabskim Mieszkanie Boga.
Szczyt jest domem dla kilku gatunków zwierząt i roślin jak np. Helichrysum italicum ssp. microphyllum i Sęp kasztanowaty.
Wielu turystów chętnie odwiedza tę górę, gdyż mimo dużej różnicy wysokości i długiej trasy zdobycie szczytu jest stosunkowo łatwe. W pogodne dni można stąd dojrzeć Minorkę.

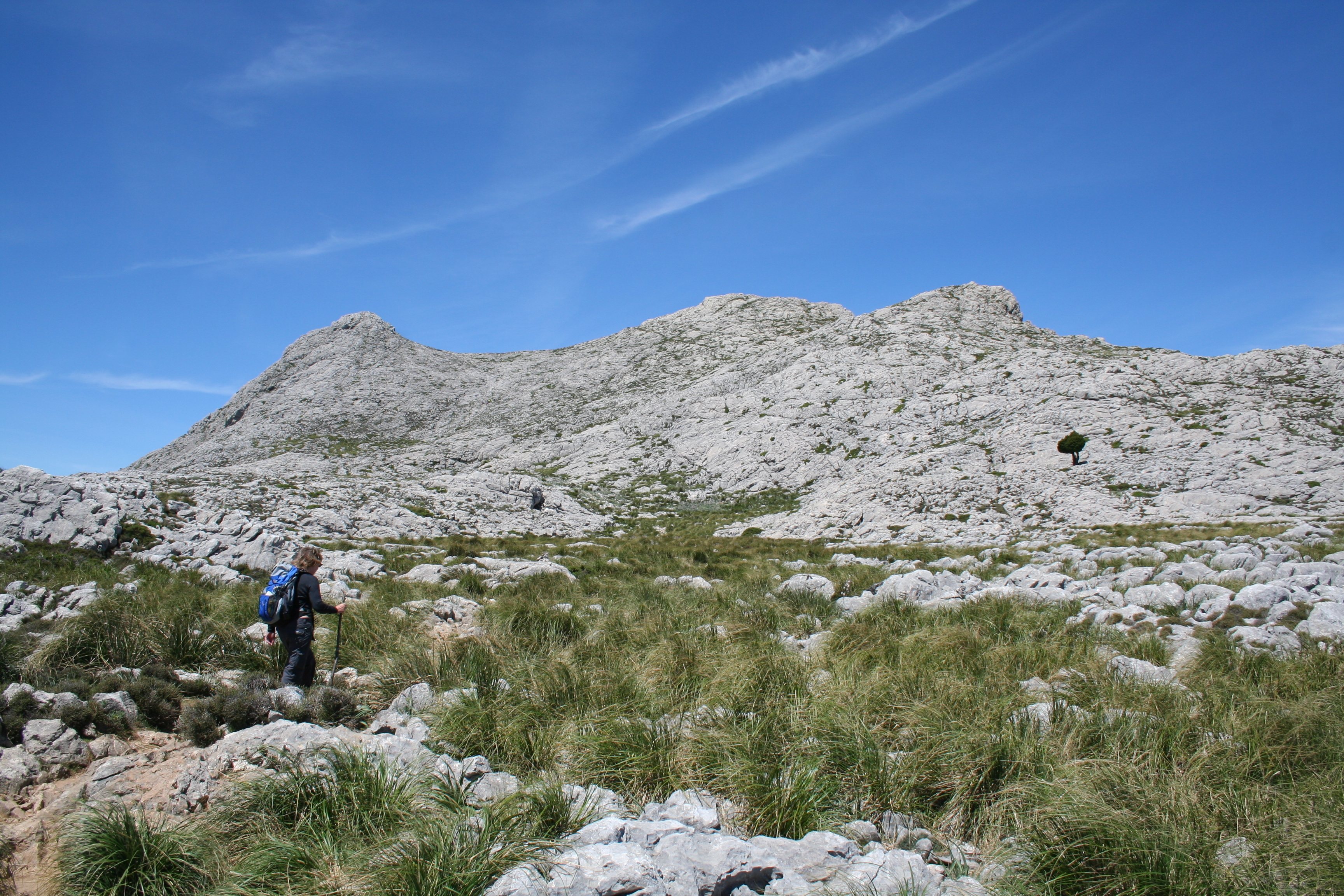
Szczyt od południowego wschodu